# Ruffian

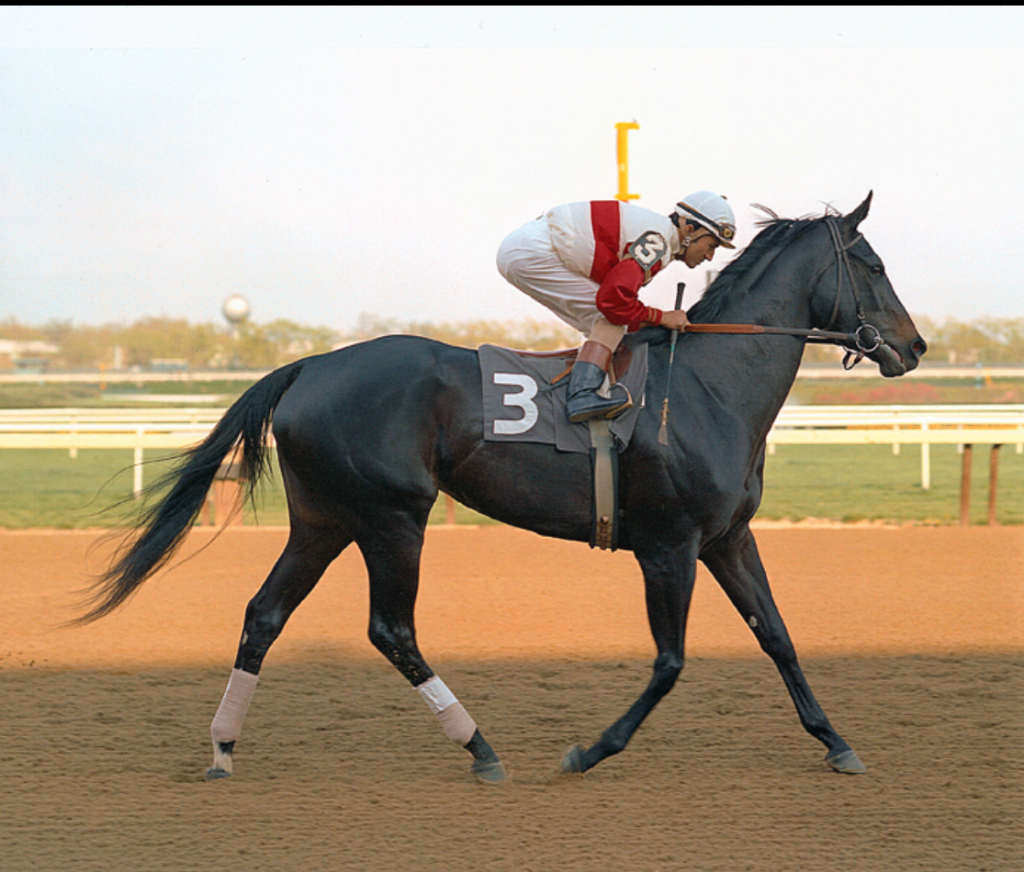
Ruffian na torze Aqueduct Racetrack w Nowym Jorku (1975 r.)

Ruffian (17 kwietnia 1972 – 7 lipca 1975) – skarogniada klacz wyścigowa pełnej krwi angielskiej. W pierwszej połowie lat 70. XX w. podbiła amerykańskie tory. Zasłynęła z pojedynku z ogierem Foolish Pleasure, podczas którego uległa poważnej kontuzji i została uśpiona.

## Życie
Urodziła się 17 kwietnia 1972 roku na Claiborne Farm w Paris, Kentucky. Jej ojcem był syn Bold Rulera, Reviewer. Miał udaną karierę wyścigową. Ruffian pochodziła z pierwszego rocznika źrebiąt po tym ogierze. Jej matka, Shenanigans, miała dobre pochodzenie, jednak nie sprawdziła się na torze. Ruffian miała pięcioro przyrodniego rodzeństwa, jednak żadne z nich nie odniosło takiego sukcesu jak ona. Byli to Buckfinder, On to Glory, Icecapade, Laughter i Near East.
Jej hodowcami i właścicielami zostali Stuart i Barbara Janney. Do treningu wyścigowego klacz trafiła w ręce Franka Y. Whiteleya. Jako dwulatka była dosyć wysoka (miała 165 cm wzrostu) i nieco gruba, stając się obiektem drwin niektórych fanów wyścigów konnych, jednak gdy klacz pokazała swój talent, zaczęto postrzegać ją jako dobrego konia wyścigowego.
Ruffian zadebiutowała 22 maja 1974 roku na Belmont Park w gonitwie Maiden Special Weight na dystansie 5,5 furlonga (ok. 1,1 km). Dosiadał ją Jacinto Vasquez. Szybko wysunęła się na prowadzenie i wygrała o 15 długości, ustanawiając rekord toru. Jej drugi start, Fashion Stakes, również odbył się w Belmont na tym samym dystansie. Wygrała o prawie 7 długości. Następnie z przewagą 9 długości zwyciężyła Astoria Stakes.
Pierwszym prawdziwym wyzwaniem dla Ruffian było Sorority Stakes – gonitwa grupy pierwszej. Jej główną rywalką była Hot N Nasty, która wcześniej wygrała parę gonitw. Po zaciętej walce Ruffian wygrała o 2 i pół długości. Hot N Nasty była jedyną klaczą, która kiedykolwiek zagroziła Ruffian podczas wyścigu. Klacz, która w tym wyścigu ukończyła jako trzecia, dobiegła dopiero 22 długości za Hot N Nasty. Po tym wyścigu Ruffian musiała zrobić krótką przerwę, gdyż dzień po Sorority Stakes miała ciężki kaszel, a w trakcie samego wyścigu nabawiła się lekkiego urazu – nie był groźny, ale bolesny.
Wróciła na tor pod koniec sierpnia, wygrywając Spinaway Stakes na torze Saratoga Race Course z przewagą 12 i 3/4 długości. Dzień po tym wyścigu Ruffian była nieswoja – zostawiła większość swojego jedzenia, a jej prawa tylna noga była wrażliwa na dotyk. Rentgen wykazał, że ma w nodze pęknięcia, których musiała nabawić się na wyścigu. Frank Y. Whitley, zapytany o to, dlaczego nie wykazywała żadnych oznak zranienia aż do następnego dnia odpowiedział: „Jest bardzo twardą klaczą i nie lubi wykazywać żadnych słabości”. Wskutek tego urazu, opuściła resztę sezonu dwuletniego.
Ruffian wróciła na tor jako trzylatka, łatwo wygrywając gonitwę Allowance, a pod koniec kwietnia zwyciężyła w Comely Stakes. Następnie została czwartą w historii zwyciężczynią Triple Tiary, wygrywając Acorn Stakes, Mother Goose Stakes i Coaching Club American Oaks. Klacz ustanowiła nowy rekord w każdej gonitwie typu „Stakes”, w jakiej wzięła udział. Jej rekord w Mother Goose Stakes został pobity dopiero w 2009 roku przez Rachel Alexandrę.
Potem zaczęto domagać się pojedynku z ogierem.

## Śmierć
6 lipca 1975 roku na Belmont Park, Ruffian stanęła do pojedynku z ogierem Foolish Pleasure – najlepszym dwulatkiem ubiegłego sezonu i jednocześnie zwycięzcą Kentucky Derby i Wood Memorial Stakes w 1975 roku. Wydarzenie przyciągnęło na tor ponad 50 tysięcy ludzi, a jeszcze większe tłumy zasiadły przed telewizorami. Pojedynek szybko zaczęto przedstawiać jako walkę płci. Klacz dosiadł dżokej Jacinto Vasquez, który parę miesięcy wcześniej doprowadził Foolish Pleasure do zwycięstwa w Derby. Ruffian była spokrewniona z Foolish Pleasure – oboje mieli wspólnego dziadka, którym był Bold Ruler, ojciec Secretariata.
Emerytowany dżokej Eddie Arcaro spodziewał się, że konie będą bardzo zdeterminowane i od razu rzucą się o walki. Nie mylił się – mówiono, że wystartowali „jak piorun i błyskawica”. Wychodząc z bramki startowej, Ruffian uderzyła prawą nogą o drzwiczki. Mimo to, kontynuowała bieg, szybko nadrabiając straty. Pierwsze ćwierć mili pokonali w 22 1⁄5 sekundy. Kiedy przebiegli kolejny furlong, Ruffian nieznacznie wysunęła się na prowadzenie. Po chwili Vasquez usłyszał trzask, przypominający łamanie deski. Od razu zaczął wstrzymywać pędzącego konia, jednak przez szaleńczą prędkość i waleczny temperament klaczy udało mu się to dopiero po około 46 metrach. Najbardziej prawdopodobną przyczyną złamania było niefortunne postawienie nogi – nagranie z gonitwy pokazało, że Ruffian została zaskoczona przez ptaki na torze. Dodatkowo, noga prawdopodobnie została uszkodzona przy uderzeniu w drzwiczki.
Stan klaczy był beznadziejny – miała zmiażdżone trzeszczki i kopyto właściwie utrzymywało się tylko na kilku ścięgnach. Pomimo niewielkich szans na przeżycie, zabrano ją do kliniki na kilkugodzinną operację. Weterynarzom udało się poskładać nogę, jednak gdy klacz zaczęła wybudzać się z narkozy, wciąż będąc w szoku, zaczęła rzucać się na podłodze. Pomimo wysiłku weterynarzy, nie udało się powstrzymać klaczy. Wbrew powszechnej opinii, nie złamała drugiej nogi. Kiedy machała nogami, wielokrotnie uderzała ciężkim gipsem o łokieć, aż w końcu został on roztrzaskany na kawałki. Weterynarz, który ją leczył, powiedział, że jej łokieć był roztrzaskany i wyglądał jak kawałek lodu po rozbiciu go na ziemi. Gips zsunął się z dopiero co zoperowanej nogi, a rana otworzyła się na nowo. Zespół operujący Ruffian stwierdził, że klacz nie przeżyje kolejnej operacji tej samej nogi, zwłaszcza że trzeba było jeszcze poskładać roztrzaskany łokieć. Podjęto decyzję o eutanazji – klacz uśpiono 7 lipca 1975 roku, ok. 2:20 nad ranem. Jej trener, Frank Y. Whiteley został przy niej do samego końca.
Ruffian pochowano wewnątrz toru Belmont Park, chrapami w stronę mety. Po tym wypadku zaprzestano organizowania pojedynków koni w Stanach Zjednoczonych.

## Upamiętnienie
W 1974 roku klacz zdobyła Nagrodę Eclipse dla najlepszej dwuletniej klaczy. Rok później, pośmiertnie uznano ją za najlepszą trzylatkę sezonu. W 1976 roku została wprowadzona do „U.S. Racing Hall of Fame”. Znajduje się na 35 miejscu listy 100 Najwybitniejszych Koni Wyścigowych XX w. według magazynu The Blood-Horse i jednocześnie zajmuje 1 miejsce na liście Najlepszych Klaczy Wyścigowych XX w.
W 2007 roku nakręcono o niej film telewizyjny pt. „Ruffian”.